# Tarte au sucre
La tarte au sucre ("torta di zucchero" in francese) è un dolce tradizionale della Francia settentrionale e del Belgio, anche diffuso nella Nuova Francia del Nord America.

## Storia
La torta di zucchero francese e belga venne esportata in Nord America grazie agli immigrati francofoni. Oltreoceano nacquero diversi dessert simili, fra cui la pecan pie, tipica del Louisiana, e la tarte au sucre preparata usando lo sciroppo o zucchero d'acero al posto dello zucchero di canna, che era in quei luoghi un ingrediente raro. Negli USA, ove si diffuse inizialmente nelle comunità Shakers e Amish durante l'Ottocento, l'alimento è conosciuto anche come finger pie ("torta delle dita"): un nome dovuto al fatto che la pietanza veniva mescolata con le dita durante la cottura per evitare che si rompesse la crosta. Oggi la tarte au sucre è considerata un comfort food.

## Preparazione
Mescolare lo zucchero di canna e la farina in una ciotola. In un'altra scodella, mischiare latte, uova e vaniglia. Dopo aver modellato l'impasto, aggiungervi sopra il composto. Versare dei cubetti di burro sulla torta e infornare. Una volta raggiunta la cottura ottimale, lasciar riposare il prodotto in frigo.